# Борго Фоса ди Лупо (Рагуза)
Борго Фоса ди Лупо је насеље у Италији у округу Рагуза, региону Сицилија.
Према процени из 2011. у насељу је живело 5 становника. Насеље се налази на надморској висини од 216 м.